# 聖十字会
聖十字会（せいじゅうじかい）は、日本の東京都内の目白聖公会などにおいて設立された超教派のキリスト教宣教団体であり、1992年に設立された。

## 概要
聖十字会は、1992年に目白聖公会において設立され、目白聖公会の他に阿佐谷聖公会聖ペテロ教会、熊谷聖パウロ教会、高崎聖オーガスチン教会などと提携して宣教活動を行っている。注目すべきこととして、都内に在住し在勤している目白聖公会の信徒が、週末には熊谷まで赴いて活動を行っていることである。聖十字会は、最初は日本聖公会から始まった活動であるが、後に異端やカルト教団ではない正統なキリスト教であるならば、日本聖公会に限定せず様々な宗派の信徒や活動家たちとも一緒に活動を行っている。その成果により、最初は東京都内の目白から始まった活動ではあるが、埼玉の熊谷においては、熊谷宣教会が結成された。熊谷宣教会は後に埼玉伝道会と発展的に改称し、現在に至っている。また、目白聖公会においても、聖十字会の熱心な活動により、教会に赴く人数が一時的に激増したことがあった。